# カンガルー日和 (小説)
『カンガルー日和』（カンガルーびより）は、村上春樹の短編小説。

## 概要
| 初出     | 『トレフル』1981年10月号                |
| 収録書籍 | 『カンガルー日和』（平凡社、1983年9月） |

『村上春樹全作品 1979〜1989』第5巻（講談社、1991年1月）に収録される際、大幅に加筆修正がなされた。また、『はじめての文学 村上春樹』（文藝春秋、2006年12月）収録時にも大幅に加筆された。
著者によれば、本作は谷津遊園に行ったあとで書かれたものだという。谷津遊園は千葉県習志野市にかつて存在した遊園地で、1982年12月に閉園した。
『精選現代文』（東京書籍）、『新編現代文B』（東京書籍）などの国語教科書に採用された。

### 英訳
| タイトル | A Perfect Day for Kangaroos                                 |
| 翻訳     | フィリップ・ガブリエル                                      |
| 初出     | 『Blind Willow, Sleeping Woman』（クノップフ社、2006年7月） |

英訳版のタイトルは、J・D・サリンジャーの短編小説 "A Perfect Day for Bananafish" に由来する。サリンジャーの同短編の日本語訳は「バナナフィッシュにうってつけの日」（野崎孝訳）、「バナナフィッシュ日和」（柴田元幸訳）などがある。

## あらすじ
「僕」と彼女は一月前の新聞の地方版でカンガルーの赤ん坊の誕生を知った。動物園には今、一匹の雄と二匹の雌と生まれたばかりの赤ん坊の四匹のカンガルーがいる。
カンガルーを見るための朝はやってきた。「僕」と彼女は朝の六時に目覚め、窓のカーテンを開け、それがカンガルー日和であることを一瞬のうちに確認した。二人は電車に乗って動物園へ出かけた。
カンガルーの赤ん坊は新聞の写真で見たよりずっと大きくなっていて、元気に地面を駆けまわっていた。父親カンガルーは才能が枯れ尽きてしまった作曲家のような顔つきで餌箱の中の緑の葉をじっと眺めていた。残りの二匹の雌はどちらも同じような体つき、体色、顔つきである。どちらが母親だとしてもおかしくはない。
「僕」が売店でホットドッグとコーラを買って戻ると、赤ん坊カンガルーは母親の袋の中にもぐりこんでいた。